# Aeroportul Moma
Aeroportul Moma (IATA: MQJ, ICAO: UEMA) este un aeroport din Iacutia, Rusia ce deservește zona Honuu⁠(d). Aeroportul a fost tranzitat în 2017 de 10.143 de pasageri.
Situat la o altitudine de 200 m, aeroportul dispune de 1 pistă.

## Infrastructură

### Piste
Aeroportul dispune de o singură pistă. Pista 16/34 are suprafața de pietriș și dimensiunile 1.800 m × 35 m. 